# 荒川克郎
荒川 克郎（あらかわ かつろう、1926年1月26日 - 2021年6月6日）は、日本の経営者。神戸新聞社社長を務めた。兵庫県神戸市出身。

## 来歴・人物
1948年に関西学院大学経済学部を卒業し、1949年に神戸新聞社に入社した。1976年に監査役に就任し、1979年に取締役、1982年に専務を経て、1987年に社長に就任。1997年に会長を経て、1999年に相談役に就任。社長在任時には、1995年の阪神淡路大震災の際には、本社屋に大きな被害が出ている中でも、京都新聞社の協力を得た上で新聞の発行を継続した。1998年11月に勲二等瑞宝章を受章。
2021年6月6日老衰のために死去。95歳没。